# Görögország miniszterelnökeinek listája

## Első Hellén Köztársaság (1822–1833)
Az ideiglenes görög állam kormányfői a  Görög szabadságharc, és az azt követő Első Hellén Köztársaság idején.
| Név (született–meghalt) | Portré                                      | Hivatali idő                                | Hivatali idő | Párt                                        | Megjegyzés |
| Név (született–meghalt) | Portré                                      | Hivatalba lépett                            | Hivatal vége | Párt                                        | Megjegyzés |
| Görögország Ideiglenes Kormánya (1822–1827)                                                                                  | Görögország Ideiglenes Kormánya (1822–1827) | Görögország Ideiglenes Kormánya (1822–1827) | Görögország Ideiglenes Kormánya (1822–1827) | Görögország Ideiglenes Kormánya (1822–1827) | Görögország Ideiglenes Kormánya (1822–1827)                                                                                          |
| --- | ------------------------------------------- | ------------------------------------------- | --- | ------------------------------------------- | --- |
| Aléxandrosz Mavrokordátosz (1791–1865)                                                                                       |                                             | 1822. január 13.                            | 1823. április 30. | független                                   | Az 1822-es Végrehajtó Testület elnöke. Teodorosz Negrisz volt a "Minisztertanács Elnöke".                                            |
| Pétrosz Mavromihálisz (1765–1848)                                                                                            |                                             | 1823. április 30.                           | 1824. január 6. | független                                   | Az 1823-as Végrehajtó Testület elnöke.                                                                                               |
| Jórgosz Kunturiótisz (1782–1858)                                                                                             |                                             | 1824. január 6.                             | 1826. április 12. | Francia Párt                                | Az 1824-es Végrehajtó Testület elnöke.                                                                                               |
| Andréasz Zaímisz (1791–1840)                                                                                                 |                                             | 1826. április 26.                           | 1827. április 2. | független                                   | Görögország Kormányzó Bizottsága (1826) elnöke.                                                                                      |
| Jórgosz Mavromihálisz (1800–1831)                                                                                            |                                             | 1827. április 2.                            | 1828. január 18. | független                                   | Az ügyvivő Kormányzó Bizottság elnöke, amely a kiválasztott kormányzó, Joánnisz Kapodísztriasz Görögországba érkezéséig kormányzott. |
| Hellén Állam (1828–1832) |                                             |                                             | |                                             | |
| Joánnisz Kapodísztriasz (1776–1831)                                                                                          |                                             | 1828. január 18.                            | 1831. szeptember 27. | Orosz Párt                                  | Görögország kormányzója, állam- és kormányfője. 1831. október 9-én meggyilkolták.                                                    |
| Augusztínosz Kapodísztriasz (1778–1857)                                                                                      |                                             | 1831. október 9.                            | 1831. december 5. | Orosz Párt                                  | Görögország Kormányzó Bizottsága (1831) elnöke, Joánnisz Kolettisz és Teodórosz Kolokotrónisz urakkal együtt.                        |
| Augusztínosz Kapodísztriasz (1778–1857)                                                                                      | 1831. december 5.                           | 1832. március 15.                           | Az Alkotmány kihirdetéséig a "Görög Kormány elnöke".                                                                                                | Orosz Párt                                  | |
| Augusztínosz Kapodísztriasz (1778–1857)                                                                                      | 1832. március 15.                           | 1832. március 28.                           | "Görögország Kormányzójává" nevezték ki I. Ottó trónra lépéséig, de hivatalát elhagyva Korfura menekül, a Kolettisz általi végrehajtott puccs után. | Orosz Párt                                  | |
| Joánnisz Kolettisz, Teodórosz Kolokotrónisz, Andréasz Zaímisz, Andréasz Metáxasz, Dimítriosz Budúrisz                        |                                             | 1832. március 28.                           | 1832. április 14. |                                             | Görögország Kormányzó Bizottsága, amely I. Ottó trónra lépéséig kormányzott.                                                         |
| Jórgosz Kunturiótisz, Dimítriosz Ipszilántisz, Joánnisz Kolettisz, Dimítriosz Plapútasz, Andréasz Zaímisz, Andréasz Metáxasz |                                             | 1832. április 14.                           | 1833. január 25. |                                             | Görögország Kormányzó Bizottsága, amely I. Ottó trónra lépéséig kormányzott.                                                         |

## Görög Királyság – Wittelsbach-ház (1833–1862)
Kormányfők a Wittelsbach-ház uralkodása idején.
| Név (született–meghalt)                      | Portré                         | Hivatali idő                   | Hivatali idő                   | Párt                           | Megjegyzés |
| Név (született–meghalt)                      | Portré                         | Hivatalba lépett               | Hivatala vége                  | Párt                           | Megjegyzés |
| Abszolút monarchia (1833–1843)               | Abszolút monarchia (1833–1843) | Abszolút monarchia (1833–1843) | Abszolút monarchia (1833–1843) | Abszolút monarchia (1833–1843) | Abszolút monarchia (1833–1843) |
| -------------------------------------------- | ------------------------------ | ------------------------------ | ------------------------------ | ------------------------------ | --- |
| Szpirídon Trikúpisz (1788–1873)              |                                | 1833. január 25.               | 1833. április 3.               | Angol Párt                     | A Minisztertanács elnöke, Ottó király Régenstanácsa hivatalban tartotta. Teódorosz Kolokotrónisz letartóztatása hatására mondott le. |
| Szpirídon Trikúpisz (1788–1873)              | 1833. április 3.               | 1833. október 12.              |                                | Angol Párt                     | A Minisztertanács elnöke, Ottó király Régenstanácsa hivatalban tartotta. Teódorosz Kolokotrónisz letartóztatása hatására mondott le. |
| Alexándrosz Mavrokordátosz (1791–1865)       |                                | 1833. október 12.              | 1834. május 31.                | Angol Párt                     | A Minisztertanács elnöke, lemondott a Régenstanáccsal való vitája miatt a Kolokotrónisz-per kapcsán. |
| Ioánnisz Koléttisz (1774–1847)               |                                | 1834. június 12.               | 1835. május 20.                | Francia Párt                   | A Minisztertanács elnöke. |
| Gróf Josef Ludwig von Armansperg (1787–1853) |                                | 1835. május 20.                | 1837. február 2.               |                                | A Régenstanács korábbi elnöke. |
| Ignaz von Rudhart (1790–1838)                |                                | 1837. február 2.               | 1837. december 8.              |                                | Fő államtitkár. |
| Ottó király (1815–1867)                      |                                | 1837. december 8.              | 1841. június 24.               |                                | Személyesen irányította a kormányt. |
| Aléxandrosz Mavrokordátosz (1791–1865)       |                                | 1841. június 24.               | 1841. augusztus 10.            | Angol Párt                     | Fő államtitkár; február 10-én, nagy-britanniai nagykövetsége idején nevezték ki, majd hazatért Görögországba és június 24-én megalakította kormányát.                                                                                             |
| Ottó király (1815–1867)                      |                                | 1841. augusztus 10.            | 1843. szeptember 3.            |                                | Személyesen irányította a kormányt egészen az 1843. szeptember 3-i forradalomig. |
| Alkotmányos monarchia (1843–1862)            |                                |                                |                                |                                | |
| Andréasz Metaxász (1790–1860)                |                                | 1843. szeptember 3.            | 1844. február 16.              | Orosz Párt                     | Ideiglenes kabinet, az 1843. szeptember 3-i forradalom utáni időben. Törvényhozási választást tartanak egy Alkotmányozó Nemzetgyűlés létrehozására.                                                                                               |
| Konsztantínosz Kanárisz (1790–1877)          |                                | 1844. február 16.              | 1844. március 30.              | Orosz Párt                     | Ideiglenes kormány. Az 1844-es görög Alkotmány elfogadása. |
| Alexándrosz Mavrokordátosz (1791–1865)       |                                | 1844. március 30.              | 1844. Augusztus 4.             | Angol Párt                     | Ügyvivő kormány az 1844-es választások megszervezésére. |
| Ioánnisz Koléttisz (1774–1847)               |                                | 1844. augusztus 6.             | 1847. augusztus 31.            | Francia Párt                   | Hivatalában meghalt. |
| Kícosz Cavélasz (1801–1855)                  |                                | 1847. szeptember 5.            | 1848. március 4.               | Francia Párt                   | Cavélasz Ottó szárnysegéde volt, maga a király nevezte ki Koléttisz utódjának. |
| Jeórjiosz Kunturiótisz (1782–1858)           |                                | 1848. március 4.               | 1848. október 15.              | Francia Párt                   | Koalíciós kormányt irányított, amely a Francia Párt és az Orosz Párt tagjaiból állt. |
| Konsztantínosz Kanárisz (1790–1877)          |                                | 1848. október 15.              | 1849. december 12.             | Orosz Párt                     | |
| Antóniosz Kriezísz (1796–1865)               |                                | 1849. december 14.             | 1854. május 16.                | Angol Párt                     | A kormány nagyhatalmi nyomásra lemondott, amikor francia csapatok szálltak partra Pireuszban, kikényszerítve Görögország semlegességét a Krími háborúban.                                                                                         |
| Alexándrosz Mavrokordátosz (1791–1865)       |                                | 1854. május 16.                | 1855. szeptember 28.           | Angol Párt                     | Létrehozta a "Megszállási Minisztériumot", amelyet a francia csapatok partra szállását követően alapított. |
| Dimítriosz Vúlgarisz (1802–1878)             |                                | 1855. szeptember 29.           | 1857. november 13.             | Francia Párt                   | |
| Athanásziosz Miaúlisz (1815–1867)            |                                | 1857. november 13.             | 1862. május 26.                | Katona                         | A kormány megbukott az 1859-es törvényhozási választást követően. Konsztantínosz Kanárisz nem tudott kormányt alakítani, így Miaúlisz visszakapta hivatalát 1859. május 29-én.                                                                    |
| Gennaíosz Kolokotrónisz (1803–1868)          |                                | 1862. május 26.                | 1862. október 11.              | Katona                         | Lemondott, miután az 1862. október 23-i forradalom megbuktatta Ottó királyt. |
| Kormányzóság (1862–1863)                     |                                |                                |                                |                                | |
| Dimítriosz Vúlgarisz (1802–1878)             |                                | 1862. október 11.              | 1863. február 9.               | Francia Párt                   | Ideiglenes kormányt vezetett. Megszervezte az 1862-es törvényhozási választásokat. |
| Arisztídisz Moraitínisz (1806–1875)          |                                | 1863. február 9.               | 1863. február 13.              | Orosz Párt                     | A görög Nemzetgyűlés elnöke. |
| Zinóviosz Válvisz (1800–1886)                |                                | 1863. február 13.              | 1863. március 25.              | Független                      | A Nemzetgyűlés által kinevezett Ideiglenes Kormány vezetője. |
| Diomídisz Kiriakósz (1811–1869)              |                                | 1863. március 27.              | 1863. április 29.              | Független                      | A Nemzetgyűlés által kinevezett Ideiglenes Kormány vezetője. |
| Benizélosz Rúfosz (1795–1868)                |                                | 1863. április 29.              | 1863. június 19.               | Francia Párt                   | A Nemzetgyűlés által kinevezett Ideiglenes Kormány vezetője. A Diomídisz Kiriakósz-vezette Nemzetgyűlés június 19-én felmentette a Juniánában folyó összecsapások miatt, június 21-én lépett vissza hivatalába, egészen I. György trónralépéséig. |
| Benizélosz Rúfosz (1795–1868)                | 1863. június 21.               | 1863. október 18.              |                                | Francia Párt                   | A Nemzetgyűlés által kinevezett Ideiglenes Kormány vezetője. A Diomídisz Kiriakósz-vezette Nemzetgyűlés június 19-én felmentette a Juniánában folyó összecsapások miatt, június 21-én lépett vissza hivatalába, egészen I. György trónralépéséig. |

## Görög Királyság – Glücksburg-ház (1863–1924)
Görögország kormányfői a Glücksburg-ház uralkodása idején.
| Név (született–meghalt)                     | Portré           | Hivatali idő         | Hivatali idő         | Párt | Megjegyzés |
| Név (született–meghalt)                     | Portré           | Hivatalba lépett     | Hivatal vége         | Párt | Megjegyzés |
| ------------------------------------------- | ---------------- | -------------------- | -------------------- | --- | --- |
| Dimítriosz Vúlgarisz (1802–1878)            |                  | 1863. október 25.    | 1864. március 6.     | Francia Párt | |
| Konsztantínosz Kanárisz (1790–1877)         |                  | 1864. március 6.     | 1864. április 16.    | Orosz Párt | Elfogadták az új, 1864-es görög Alkotmányt. |
| Zinóviosz Válvisz (1800–1886)               |                  | 1864. április 16.    | 1864. július 26.     | független | |
| Konsztantínosz Kanárisz (1790–1877)         |                  | 1864. július 26.     | 1865. február 26.    | Orosz Párt | |
| Aléxandrosz Kumundúrosz (1817–1883)         |                  | 1865. március 2.     | 1865. október 20.    | Nacionalista Párt | |
| Epameinóndasz Delijórgisz (1829–1879)       |                  | 1865. október 20.    | 1865. november 3.    | Nemzeti Bizottság | |
| Dimítriosz Vúlgarisz (1802–1878)            |                  | 1865. november 3.    | 1865. november 6.    | független | |
| Aléxandrosz Kumundúrosz (1817–1883)         |                  | 1865. november 6.    | 1865. november 13.   | Nacionalista Párt | |
| Epameinóndasz Delijórgisz (1829–1879)       |                  | 1865. november 13.   | 1865. november 28.   | Nemzeti Bizottság | |
| Benizélosz Rúfosz (1795–1868)               |                  | 1865. november 28.   | 1866. június 9.      | független | |
| Dimítriosz Vúlgarisz (1802–1878)            |                  | 1866. június 9.      | 1866. december 18.   | független | |
| Aléxandrosz Kumundúrosz (1817–1883)         |                  | 1866. december 18.   | 1867. december 20.   | Nacionalista Párt | |
| Ariszteídisz Moraitínisz (1806–1875)        |                  | 1867. december 20.   | 1868. január 25.     | független | |
| Dimítriosz Vúlgarisz (1802–1878)            |                  | 1868. január 25.     | 1869. január 25.     | független | |
| Thraszivúlosz Zaimisz (1829–1880)           |                  | 1869. február 6.     | 1870. július 22.     | független | |
| Epameinóndasz Delijórgisz (1829–1879)       |                  | 1870. július 22.     | 1870. december 15.   | Nemzeti Bizottság | |
| Aléxandrosz Kumundúrosz (1817–1883)         |                  | 1870. december 15.   | 1871. november 9.    | Nacionalista Párt | |
| Thraszivúlosz Zaimisz (1829–1880)           |                  | 1871. november 9.    | 1872. január 6.      | független | |
| Dimítriosz Vúlgarisz (1802–1878)            |                  | 1872. január 6.      | 1872. július 20.     | független | |
| Epameinóndasz Delijórgisz (1829–1879)       |                  | 1872. július 20.     | 1874. február 21.    | Nemzeti Bizottság | |
| Dimítriosz Vúlgarisz (1802–1878)            |                  | 1874. február 21.    | 1875. május 8.       | független | |
| Harílaosz Trikúpisz (1832–1896)             |                  | 1875. május 8.       | 1875. október 27.    | Új Párt | Bevezették a "parlamenti többség" fogalmát. |
| Aléxandrosz Kumundúrosz (1817–1883)         |                  | 1875. október 27.    | 1876. december 8.    | Nacionalista Párt | |
| Epameinóndasz Delijórgisz (1829–1879)       |                  | 1876. december 8.    | 1876. december 13.   | Nemzeti Bizottság | |
| Aléxandrosz Kumundúrosz (1817–1883)         |                  | 1876. december 13.   | 1877. március 10.    | Nacionalista Párt | |
| Epameinóndasz Delijórgisz (1829–1879)       |                  | 1877. március 10.    | 1877. június 1.      | Nemzeti Bizottság | |
| Aléxandrosz Kumundúrosz (1817–1883)         |                  | 1877. június 1.      | 1877. június 7.      | Nacionalista Párt | |
| Konsztantínosz Kanárisz (1790–1877)         |                  | 1877. június 7.      | 1877. szeptember 14. | független | Nemzeti Egységkormány. |
| Aléxandrosz Kumundúrosz (1817–1883)         |                  | 1877. szeptember 14. | 1878. november 2.    | Nacionalista Párt | |
| Harílaosz Trikúpisz (1832–1896)             |                  | 1878. november 2.    | 1878. november 7.    | Új Párt | |
| Aléxandrosz Kumundúrosz (1817–1883)         |                  | 1878. november 7.    | 1880. március 22.    | Nacionalista Párt | |
| Harílaosz Trikúpisz (1832–1896)             |                  | 1880. március 22.    | 1880. október 25.    | Új Párt | |
| Aléxandrosz Kumundúrosz (1817–1883)         |                  | 1880. október 25.    | 1882. március 15.    | Nacionalista Párt | |
| Harílaosz Trikúpisz (1832–1896)             |                  | 1882. március 15.    | 1885. május 1.       | Új Párt | |
| Theódorosz Delijánnisz (1820–1905)          |                  | 1885. május 1.       | 1886. május 9.       | Nacionalista Párt | |
| Dimítriosz Válvisz (1814–1886)              |                  | 1886. május 9.       | 1886. május 21.      | független | |
| Harílaosz Trikúpisz (1832–1896)             |                  | 1886. május 21.      | 1890. november 5.    | Új Párt | Három egymás utáni terminus. |
| Theódorosz Delijánnisz (1820–1905)          |                  | 1890. november 5.    | 1892. március 1.     | Nacionalista Párt | |
| Konsztantínosz Konsztantópulosz (1832–1910) |                  | 1892. március 1.     | 1892. március 22.    | Nacionalista Párt | |
| Harílaosz Trikúpisz (1832–1896)             |                  | 1892. június 22.     | 1893. május 15.      | Új Párt | Bejelentették az állam fizetésképtelenségét. |
| Szotíriosz Szotirópulosz (1831–1898)        |                  | 1893. május 15.      | 1893. november 11.   | független | |
| Harílaosz Trikúpisz (1832–1896)             |                  | 1893. november 11.   | 1895. január 24.     | Új Párt | |
| Nikólaosz Delijánnisz (1845–1910)           |                  | 1895. január 24.     | 1895. június 11.     | Nacionalista Párt | |
| Theódorosz Delijánnisz (1820–1905)          |                  | 1895. június 11.     | 1897. április 30.    | Nacionalista Párt | |
| Dimítriosz Rállisz (1844–1921)              |                  | 1897. április 30.    | 1897. október 3.     | független | |
| Aléxandrosz Zaímisz (1855–1936)             |                  | 1897. október 3.     | 1899. április 14.    | független | |
| Jórgosz Theotókisz (1844–1916)              |                  | 1899. április 14.    | 1901. november 25.   | Új Párt | |
| Aléxandrosz Zaímisz (1855–1936)             |                  | 1901. november 25.   | 1902. december 6.    | független | |
| Theódorosz Delijánnisz (1820–1905)          |                  | 1902. december 6.    | 1903. június 27.     | Nacionalista Párt | |
| Jórgosz Theotókisz (1844–1916)              |                  | 1903. június 27.     | 1903. július 11.     | Új Párt | |
| Dimítriosz Rállisz (1844–1921)              |                  | 1903. július 11.     | 1903. december 19.   | független | |
| Jórgosz Theotókisz (1844–1916)              |                  | 1903. december 19.   | 1904. december 29.   | Új Párt | |
| Theódorosz Delijánnisz (1820–1905)          |                  | 1904. december 29.   | 1905. június 13.     | Nacionalista Párt | |
| Dimítriosz Rállisz (1844–1921)              |                  | 1905. június 22.     | 1905. december 21.   | független | |
| Jórgosz Theotókisz (1844–1916)              |                  | 1905. december 21.   | 1909. július 29.     | Új Párt | |
| Dimítriosz Rállisz (1844–1921)              |                  | 1909. július 29.     | 1909. augusztus 28.  | független | Goudi puccs. |
| Kiriakúlisz Mavromihálisz (1849–1916)       |                  | 1909. augusztus 28.  | 1910. január 31.     | független | A Katonai Liga felügyelete alatt. |
| Sztéfanosz Dragúmisz (1842–1923)            |                  | 1910. január 31.     | 1910. október 19.    | független | |
| Elefthériosz Venizélosz (1864–1936)         |                  | 1910. október 19.    | 1915. március 10.    | Liberális Párt | 1910-ben és 1912-ben is megválasztották, két terminust töltött ki. 1911-ben elfogadták az új görög Alkotmányt. I. Konstantin királlyal való vitája miatt lemondott.                                                                    |
| Dimítriosz Gúnarisz (1866–1922)             |                  | 1915. március 10.    | 1915. augusztus 23.  | Néppárt | |
| Elefthériosz Venizélosz (1864–1936)         |                  | 1915. augusztus 23.  | 1915. október 7.     | Liberális Párt | Megnyerte az 1915-ös választást, majd ismét lemondott a királlyal való vitája miatt, amelyet Görögország belépéséről folytatott az első világháborúba.                                                                                 |
| Aléxandrosz Zaímisz (1855–1936)             |                  | 1915. október 7.     | 1915. november 7.    | független | |
| Stéfanosz Szkulúdisz (1836–1928)            |                  | 1915. november 7.    | 1916. június 22.     | független | |
| Aléxandrosz Zaímisz (1855–1936)             |                  | 1916. június 22.     | 1916. szeptember 16. | független | |
| Nikólaosz Kalogerópulosz (1853–1927)        |                  | 1916. szeptember 16. | 1916. október 10.    | független | Hivatalos, "királyi" kormány, amely Görögország déli részét ellenőrizte. Vele szemben állt a Honvédelmi Kormány. |
| Szpirídon Lámbrosz (1851–1919)              |                  | 1916. október 10.    | 1917. május 4.       | független | Hivatalos, "királyi" kormány, amely Görögország déli részét ellenőrizte. Vele szemben állt a Honvédelmi Kormány. |
| Aléxandrosz Zaímisz (1855–1936)             |                  | 1917. május 4.       | 1917. június 27.     | független | Hivatalos, "királyi" kormány, amely Görögország déli részét ellenőrizte. Vele szemben állt a Honvédelmi Kormány. |
| Elefthériosz Venizélosz (1864–1936)         |                  | 1916. szeptember 19. | 1917. június 27.     | Liberális Párt | A Szalonikiben székelő, rivális Honvédelmi Kormány ellenőrizte Görögország északi részét, az Égei-szigeteket és Krétát. Az Első világháború Szövetségesei 1916. december 19-én elismerték. Görögország belépett az első világháborúba. |
| Elefthériosz Venizélosz (1864–1936)         | 1917. június 27. | 1920. november 17.   | Liberális Párt       | Szövetséges ultimátum hatására I. Konstantin lemondott a trónról. Miután az Ideiglenes Kormány az egész országra kiterjesztett hatalmát, Görögország hivatalosan belépett a világháborúba. | |
| Dimítriosz Rállisz (1844–1921)              |                  | 1920. november 17.   | 1921. február 6.     | Néppárt | |
| Nikólaosz Kalojerópulosz (1853–1927)        |                  | 1921. február 6.     | 1921. április 8.     | Néppárt | |
| Dimítriosz Gúnarisz (1866–1922)             |                  | 1921. április 8.     | 1922. május 16.      | Néppárt | |
| Nikólaosz Sztrátosz (1872–1922)             |                  | 1922. május 16.      | 1922. május 22.      | Néppárt | |
| Pétrosz Protopapadákisz Π(1860–1922)        |                  | 1922. május 22.      | 1922. szeptember 10. | Néppárt | |
| Nikólaosz Triantafillákosz (1855–1939)      |                  | 1922. szeptember 10. | 1922. szeptember 29. | független | Katonai zendülés a Kis-Ázsiai katasztrófa után, amelynek vezetői Nikólaosz Plasztírasz és Sztiliánosz Gonatasz ezredesek voltak. |
| Anasztásziosz Haralámbisz (1862–1949)       |                  | 1922. szeptember 29. | 1922. szeptember 30. | katona | Altábornagy. Egy napig töltötte be a miniszterelnöki pozíciót, Szotíriosz Krokidász érkezése előtt. |
| Szotíriosz Krokidász (1852–1924)            |                  | 1922. szeptember 30. | 1922. november 27.   | független | Jogász professzor. A katonai felügyelet alatt álló ideiglenes kormány feje. A Hatok Pere miatt lemondott. |
| Sztilianósz Gonatász (1876–1966)            |                  | 1922. november 27.   | 1924. január 11.     | katona | Ezredes. Január 15-én Nikólaosz Plasztirász és Gonatász megadták magukat a Nemzetgyűlésnek. |
| Elefthériosz Venizélosz (1864–1936)         |                  | 1924. január 11.     | 1924. február 6.     | Liberális Párt | |
| Jórgosz Kafantárisz (1873–1946)             |                  | 1924. február 6.     | 1924. március 12.    | független | |

## Második Hellén Köztársaság (1924–1935)
| Név (született–meghalt)                | Portré              | Hivatali idő        | Hivatali idő        | Párt                        | Megjegyzés |
| Név (született–meghalt)                | Portré              | Hivatalba lépett    | Hivatal vége        | Párt                        | Megjegyzés |
| -------------------------------------- | ------------------- | ------------------- | ------------------- | --------------------------- | --- |
| Aléxandrosz Papanasztaszíu (1876–1936) |                     | 1924. március 12.   | 1924. július 25.    | független                   | Kormány a Liberális Párttal koalícióban alakult meg. Március 25-én kikiáltották a Köztársaságot, amelyet az április 13-i görög népszavazás megerősített.                            |
| Themisztoklísz Szofúlisz (1862–1949)   |                     | 1924. július 25.    | 1924. október 7.    | Liberális Párt              | |
| Andréasz Mihalakópulosz (1876–1938)    |                     | 1924. október 7.    | 1925. június 26.    | Liberális Párt              | Puccsal megdöntötték. |
| Theódorosz Pángalosz (1878–1952)       |                     | 1925. június 26.    | 1926. július 19.    | katona                      | Altábornagy. Diktatúrát hozott létre. |
| Athanásziosz Eftaxíasz (1849–1931)     |                     | 1926. július 19.    | 1926. augusztus 23. | független                   | Theódorosz Pángalosz diktatúrájában. |
| Jeórjiosz Kondílisz (1879–1936)        |                     | 1926. augusztus 26. | 1926. december 4.   | katona                      | Vezérőrnagy. Megdöntötte Pángalosz diktatúráját, de facto augusztus 23-án, az ügyvivő kormány vezetője.                                                                             |
| Aléxandrosz Zaímisz (1855–1936)        |                     | 1926. december 4.   | 1927. augusztus 17. | független                   | Miután egy párt sem szerzett parlamenti többséget az 1926. novemberi választáson, kompromisszumos jelölt az "ökumenikus kormány" vezetésére. Az 1927-es görög Alkotmány elfogadása. |
| Aléxandrosz Zaímisz (1855–1936)        | 1927. augusztus 17. | 1928. február 8.    |                     | független                   | Miután egy párt sem szerzett parlamenti többséget az 1926. novemberi választáson, kompromisszumos jelölt az "ökumenikus kormány" vezetésére. Az 1927-es görög Alkotmány elfogadása. |
| Aléxandrosz Zaímisz (1855–1936)        | 1928. február 8.    | 1928. július 4.     |                     | független                   | Miután egy párt sem szerzett parlamenti többséget az 1926. novemberi választáson, kompromisszumos jelölt az "ökumenikus kormány" vezetésére. Az 1927-es görög Alkotmány elfogadása. |
| Elefthériosz Venizélosz (1864–1936)    |                     | 1928. július 4.     | 1929. június 7.     | Liberális Párt              | Megnyerte az 1928-as törvényhozási választást. Barátsági Egyezmény Törökországgal (1930), agráreformok.                                                                             |
| Elefthériosz Venizélosz (1864–1936)    | 1929. június 7.     | 1929. december 16.  |                     | Liberális Párt              | Megnyerte az 1928-as törvényhozási választást. Barátsági Egyezmény Törökországgal (1930), agráreformok.                                                                             |
| Elefthériosz Venizélosz (1864–1936)    | 1929. december 16.  | 1932. május 26.     |                     | Liberális Párt              | Megnyerte az 1928-as törvényhozási választást. Barátsági Egyezmény Törökországgal (1930), agráreformok.                                                                             |
| Aléxandrosz Papanasztaszíu (1876–1936) |                     | 1932. május 26.     | 1932. június 5.     | Mezőgazdasági és Munkáspárt | |
| Elefthériosz Venizélosz (1864–1936)    |                     | 1932. június 5.     | 1932. november 4.   | Liberális Párt              | |
| Panajísz Caldárisz (1868–1936)         |                     | 1932. november 4.   | 1933. január 16.    | Néppárt                     | |
| Elefthériosz Venizélosz (1864–1936)    |                     | 1933. január 16.    | 1933. március 6.    | Liberális Párt              | Elvesztette az 1933. márciusi választást; Venizélosz-párti katonai puccskísérlet.                                                                                                   |
| Aléxandrosz Othonaíosz (1879–1970)     |                     | 1933. március 6.    | 1933. március 10.   | katona                      | Venizelista altábornagy. A Venizélosz-párti katonai puccskísérlet idején a katonai veszélyhelyzeti kormány feje.                                                                    |
| Panajísz Caldárisz (1868–1936)         |                     | 1933. március 10.   | 1935. október 10.   | Néppárt                     | Az 1935. március katonai puccskísérlet sikeres leverése után fokozatosan a monarchia visszaállítása irányába dolgozott a kormány. A fegyveres erők puccsal buktatták meg.           |

## Görög Királyság – A Glücksburg-ház restaurációja (1935–1974)
| Név (született–meghalt)                                                      | Portré               | Hivatali idő         | Hivatali idő         | Párt                                        | Megjegyzés |
| Név (született–meghalt)                                                      | Portré               | Hivatalba lépett     | Hivatal vége         | Párt                                        | Megjegyzés |
| ---------------------------------------------------------------------------- | -------------------- | -------------------- | -------------------- | ------------------------------------------- | --- |
| Jeórjiosz Kondílisz (1879–1936)                                              |                      | 1935. október 10.    | 1935. november 30.   | Nemzeti Radikális Párt                      | Altábornagy, egyben a kicsi Nemzeti Radikális Párt elnöke. A Hadsereg vezetőinek támogatásával vette át a kormányzást, és október 10-én eltörölte a Köztársaságot, amit az 1935-ös népszavazás megerősített. II. György 1935. november 3-i visszatéréséig régens volt.                                                                                 |
| Konsztantínosz Demercísz (1876–1936)                                         |                      | 1935. november 30.   | 1936. április 12.    | független                                   | Jogász professzor, függetlenként választották meg, az ügyvivő kormány feje lett. Az 1936-os választás után kialakult patthelyzettől haláláig a kompromisszumos kormány vezetője. |
| Joánnisz Metaxász (1871–1941)                                                |                      | 1936. április 13.    | 1941. január 29.     | Szabadgondolkodású Párt                     | Nyugállományú altábornagy. A Demercísz-kormány alelnöke. 1936. augusztus 4-én felfüggesztette a Parlament működését és katonai diktatúrát vezetett be. |
| Aléxandrosz Korízisz (1885–1941)                                             |                      | 1941. január 29.     | 1941. április 18.    | független                                   | A Görög Nemzeti Bank elnöke, II. György nevezte ki miniszterelnökké. Öngyilkos lett, amikor a náci csapatok bevonultak Athénba. |
| II. György görög király (1890–1947)                                          |                      | 1941. április 18.    | 1941. április 21.    | független                                   | Korízisz öngyilkossága után II. György de facto miniszterelnök lett, és miközben Konsztantínosz Kocíasz, Aléxandrosz Mazarákisz-Ainian, és Emmanúil Cúderosz jelöltségét latolgatták; április 20-án Aléxandrosz Szakelláriu tengernagyot feleskették II. György kormányfő miniszterelnök-helyettesének                                                 |
| Emmanuíl Cuderósz (1882–1956)                                                |                      | 1941. április 21.    | 1944. április 14.    | független                                   | A Görög Nemzeti Bank elnöke, II. György nevezte ki. Száműzetésbe vonult Londonba majd Kairóba, 1941. május 23-tól. |
| A tengelyhatalmak megszállása alatt működő kollaboráns kormányok (1941–1944) |                      |                      |                      |                                             | |
| Jeórjiosz Colákoglu (1886–1948)                                              |                      | 1941. április 30.    | 1942. december 2.    | katona                                      | Altábornagy. 1941 áprilisában saját meggyőződésből aláírta a Görög Hadsereg feltétel nélküli megadásáról szóló jegyzéket a náci Németország hadseregével. A kollaboráns kormány első vezetője. A megszálló hatalmak általi fiskális kizsákmányolás miatt lemondott.                                                                                    |
| Konsztantínosz Logothetópulosz (1878–1961)                                   |                      | 1942. december 2.    | 1943. április 7.     | független                                   | Orvos professzor. A kollaboráns kormány második vezetője, a tengelyhatalmak megszállása alatt. A németek alkalmatlanság miatt váltak meg tőle. |
| Ioánnisz Rállisz (1878–1946)                                                 |                      | 1943. április 7.     | 1944. október 12.    | Néppárt                                     | A Görög Állam tengelyhatalmak megszállása alatti kollaboráns kormányok harmadik vezetője. Ő hozta létre a "Biztonsági Zászlóaljakat", amelyek a Wehrmacht által felszerelt kollaboráns félkatonai szervezetek voltak, amelyek feladata az ellenálló csoportok felkutatása volt.                                                                        |
| Nemzeti Felszabadítási Politikai Bizottság (1944)                            |                      |                      |                      |                                             | |
| Evripídisz Bakircísz (1895–1947)                                             |                      | 1944. március 10.    | 1944. április 18.    | Kommunista Párt                             | A Nemzeti Felszabadítási Front (EAM) által felügyelt területek kormányzata, a Nemzeti Felszabadítási Politikai Bizottság (PEEA) elnökei. |
| Aléxandrosz Szvólosz (1892–1952)                                             |                      | 1944- április 18.    | 1944. szeptember 2.  | Szocialista Párt                            | A Nemzeti Felszabadítási Front (EAM) által felügyelt területek kormányzata, a Nemzeti Felszabadítási Politikai Bizottság (PEEA) elnökei. |
|                                                                              |                      |                      |                      |                                             | |
| Szofoklísz Venizélosz (1894–1964)                                            |                      | 1944. április 14.    | 1944. április 26.    | Liberális Párt                              | A nemzetközileg elismert görög Kormány feje, kairói száműzetésben. |
| Jeórjiosz Papandréu (1888–1968)                                              |                      | 1944. április 26.    | 1945. január 3.      | Görögország Demokratikus Szocialista Pártja | A nemzetközileg elismert görög Kormány feje, kairói száműzetésben. 1944 májusában, a Libanoni Konferencia után beolvasztotta a PEEA-t és megalakította a Nemzeti Egységkormányt. 1944. október 18-án hazatért. Lemondott a Dekemvriana idején. |
| Nikólaosz Plasztírasz (1883–1953)                                            |                      | 1945. január 3.      | 1945. április 8.     | független (Liberális-szimpatizáns)          | Nyugállományú altábornagy. Kiemelkedő katona, a "Fekete lovas" az 1919–1922 között zajló török–görög háborúban. |
| Pétrosz Vúlgarisz (1884–1957)                                                |                      | 1945. április 8.     | 1945. augusztus 11.  | katona                                      | Ellentengernagy. |
| Pétrosz Vúlgarisz (1884–1957)                                                | 1945. augusztus 11.  | 1945. október 17.    |                      | katona                                      | Ellentengernagy. |
| Damaszkinósz érsek (1891–1949)                                               |                      | 1945. október 17.    | 1945. november 1.    | független                                   | Athén érseke. Régens és miniszterelnök. |
| Panajótisz Kanellópulosz (1902–1986)                                         |                      | 1945. november 1.    | 1945. november 22.   | Nemzeti Unió Párt                           | |
| Themisztoklísz Szofúlisz (1862–1949)                                         |                      | 1945. november 22.   | 1946. április 4.     | Liberális Párt                              | |
| Panajótisz Poulícasz (1881–1968)                                             |                      | 1946. április 4.     | 1946. április 18.    | független                                   | Főbíró. Átmeneti kormány. |
| Konsztantínosz Caldárisz (1884–1970)                                         |                      | 1946. április 18.    | 1946. október 2.     | Néppárt                                     | |
| Konsztantínosz Caldárisz (1884–1970)                                         | 1946. október 2.     | 1947. január 24.     |                      | Néppárt                                     | |
| Dimítriosz Máximosz (1873–1955)                                              |                      | 1947. január 24.     | 1947. augusztus 29.  | Néppárt                                     | Koalíciós kormány feje. |
| Konsztantínosz Caldárisz (1884–1970)                                         |                      | 1947. augusztus 29.  | 1947. szeptember 7.  | Néppárt                                     | |
| Themisztoklísz Szofúlisz (1862–1949)                                         |                      | 1947. szeptember 7.  | 1948. november 18.   | Liberális Párt                              | Négy terminus, mindenféle összetételű koalíciós kormányokat vezetett. |
| Themisztoklísz Szofúlisz (1862–1949)                                         | 1948. november 18.   | 1949. január 20.     |                      | Liberális Párt                              | Négy terminus, mindenféle összetételű koalíciós kormányokat vezetett. |
| Themisztoklísz Szofúlisz (1862–1949)                                         | 1949. január 20.     | 1949. április 14.    |                      | Liberális Párt                              | Négy terminus, mindenféle összetételű koalíciós kormányokat vezetett. |
| Themisztoklísz Szofúlisz (1862–1949)                                         | 1949. április 14.    | 1949. június 24.     |                      | Liberális Párt                              | Négy terminus, mindenféle összetételű koalíciós kormányokat vezetett. |
| Provizórikus demokratikus kormány (1947–1950)                                |                      |                      |                      |                                             | |
| Márkosz Vafejádisz (1906–1992)                                               |                      | 1947. december 24.   | 1949. február 7.     | Kommunista Párt                             | A Provizórikus demokratikus kormány vezetői, a görög polgárháború idején alakult kommunista ellenkormány. 1949. augusztus 28-án megbukott és száműzetésbe kényszerült. |
| Nikólaosz Zachariádisz (1903–1973)                                           |                      | 1949. február 7.     | 1949. április 3.     | Kommunista Párt                             | A Provizórikus demokratikus kormány vezetői, a görög polgárháború idején alakult kommunista ellenkormány. 1949. augusztus 28-án megbukott és száműzetésbe kényszerült. |
| Dimítriosz Parcalídisz (1905–1980)                                           |                      | 1949. április 3.     | 1950 októbere        | Kommunista Párt                             | A Provizórikus demokratikus kormány vezetői, a görög polgárháború idején alakult kommunista ellenkormány. 1949. augusztus 28-án megbukott és száműzetésbe kényszerült. |
|                                                                              |                      |                      |                      |                                             | |
| Aléxandrosz Diomídisz (1875–1950)                                            |                      | 1949. június 30.     | 1950. január 6.      | Liberális Párt                              | A Szofúlisz-kormány alelnöke, június 24-i halála óta már ügyvezetőként dolgozott, a minden közép- és jobboldali pártot egyesítő koalíciós kormány vezetője. |
| Joánnisz Theotókisz (1880–1961)                                              |                      | 1950. január 6.      | 1950. március 23.    | Néppárt                                     | Ügyvivő kormány feje. |
| Szofoklísz Venizélosz (1894–1964)                                            |                      | 1950. március 23.    | 1950. április 15.    | Liberális Párt                              | |
| Nikólaosz Plasztírasz (1883–1953)                                            |                      | 1950. április 15.    | 1950. augusztus 21.  | Nemzeti Progresszív Központ Unió            | |
| Sofoklísz Venizélosz (1894–1964)                                             |                      | 1950. augusztus 21.  | 1950. szeptember 13. | Liberális Párt                              | |
| Sofoklísz Venizélosz (1894–1964)                                             | 1950. szeptember 13. | 1950. november 3.    |                      | Liberális Párt                              | |
| Sofoklísz Venizélosz (1894–1964)                                             | 1950. november 3.    | 1951. október 27.    |                      | Liberális Párt                              | |
| Nikólaosz Plasztírasz (1883–1953)                                            |                      | 1951. október 27.    | 1952. október 11.    | Nemzeti Progresszív Központ Unió            | Kísérletet tett a görög polgárháború okozta társadalmi problémák orvoslására. |
| Dimítriosz Kiuszópulosz (1892–1977)                                          |                      | 1952. október 11.    | 1952. november 19.   | független                                   | Főbíró. Ügyvezető kormányfő. |
| Aléxandrosz Papagosz (1883–1955)                                             |                      | 1952. november 19.   | 1955. október 4.     | Greek Rally                                 | Nyugállományú marsall, a Görög Fegyveres Erők volt parancsnoka, a Hellén Nemzeti Védelmi Vezérkar volt parancsnoka. Hivatalban elhunyt. |
| Konsztantínosz Karamanlísz (1907–1998)                                       |                      | 1955. október 6.     | 1956. február 29.    | Greek Rally/Nemzeti Radikális Unió          | |
| Konsztantínosz Karamanlísz (1907–1998)                                       | 1956. február 29.    | 1958. március 5.     |                      | Greek Rally/Nemzeti Radikális Unió          | |
| Konsztantínosz Jeorgakópulosz (1890–1978)                                    |                      | 1958. március 5.     | 1958. május 17.      | független                                   | A görög Vöröskereszt elnöke, volt oktatásügyi miniszter. Ügyvivő kormányfő. |
| Konsztantínosz Karamanlísz (1907–1998)                                       |                      | 1958. május 17.      | 1961. szeptember 20. | Nemzeti Radikális Unió                      | |
| Konsztantínosz Dóvasz (1898–1973)                                            |                      | 1961. szeptember 20. | 1961. november 4.    | független                                   | Nyugállományú tábornok, a Hellén Nemzeti Védelmi Vezérkar parancsnoka, a királyi Háztartás főnöke. Ügyvezető kormányfő. |
| Konsztantínosz Karamanlísz (1907–1998)                                       |                      | 1961. november 4.    | 1963. június 18.     | Nemzeti Radikális Unió                      | |
| Panajótisz Pipinélisz (1899–1970)                                            |                      | 1963. június 19.     | 1963. szeptember 28. | Nemzeti Radikális Unió                      | |
| Sztilianósz Mavromihálisz (1902–1981)                                        |                      | 1963. szeptember 28. | 1963. november 8.    | független                                   | A görög Ítélőtábla elnöke. Ügyvezető kormányfő. |
| Jeórjiosz Papandréu (1888–1968)                                              |                      | 1963. november 8.    | 1963. december 31.   | Centrum Unió                                | |
| Joánnisz Paraszkevópulosz (1900–1984)                                        |                      | 1963. december 31    | 1964. február 19.    | független                                   | A Bank of Greece alelnöke. Ügyvezető kormányfő. |
| Jeórjiosz Papandréu (1888–1968)                                              |                      | 1964. február 19.    | 1965. július 15.     | Centrum Unió                                | |
| Jeórjiosz Athanasziádisz-Nóvasz (1893–1987)                                  |                      | 1965. július 15.     | 1965. augusztus 20.  | független (ex-Centrum Unió)                 | Nem tudta megszerezni a bizalmat az 1965-ös politikai bizonytalanság (Aposztázis) idején. |
| Ilíasz Cirimókosz (1907–1968)                                                |                      | 1965. augusztus 20.  | 1965. szeptember 17. | független (ex-Centrum Unió)                 | Nem tudta megszerezni a bizalmat az 1965-ös politikai bizonytalanság (Aposztázis) idején. |
| Sztéfanosz Sztefanópulosz (1898–1982)                                        |                      | 1965. szeptember 17. | 1966. december 22.   | Liberális Demokratikus Központ              | Nem tudta megszerezni a bizalmat az 1965-ös politikai bizonytalanság (Aposztázis) idején. |
| Joánnisz Paraszkevópulosz (1900–1984)                                        |                      | 1966. december 22.   | 1967. április 3.     | független                                   | A Bank of Greece alelnöke. Ügyvezető kormányfő. |
| Panajótisz Kanellópulosz (1902–1986)                                         |                      | 1967. április 3.     | 1967. április 21.    | Nemzeti Radikális Unió                      | Ügyvezető kormányfő. |
| Katonai diktatúra (1967–1974)                                                |                      |                      |                      |                                             | |
| Konsztantínosz Kólliasz (1901–1998)                                          |                      | 1967. április 21.    | 1967. december 13.   | független                                   | Főbíró. A katonai junta nevezte ki miniszterelnökké, Jeórjiosz Papadópulosz juntavezér és II. Konstantin görög király közötti megállapodás eredményeként. |
| Jeórjiosz Papadópulosz (1919–1999)                                           |                      | 1967. december 13.   | 1973. október 8.     | katona                                      | Ezredes, a puccsista tisztek vezetője, a katonai rezsim erős embere. Azután vette át a hatalmat, hogy 1967. december 13-án megbukott II. Konstantin görög király ellenpuccskísérlete. 1973. június 1-jén eltörölte a monarchiát (július 29-én népszavazás is megerősítette), majd kikiáltotta az elnöki köztársaságot, amelynek ő lett az első elnöke. |
| Szpírosz Markezínisz (1909–2000)                                             |                      | 1973. október 8.     | 1973. november 25.   | Progresszív Párt                            | Demokratizációs kísérlet. A keményvonalasok, Dimítriosz Joannídisz dandártábornok vezetésével megbuktatták. |
| Adamántiosz Andrucópulosz (1919–2000)                                        |                      | 1973. november 25.   | 1974. július 24.     | független                                   | Dimítriosz Ioannídisz nevezte ki miniszterelnökké. |

## Harmadik Hellén Köztársaság (1974–jelen)
| Név (született–meghalt)                     | Portré               | Hivatali idő         | Hivatali idő         | Párt          | Megjegyzés |
| Név (született–meghalt)                     | Portré               | Hivatalba lépett     | Hivatal vége         | Párt          | Megjegyzés |
| ------------------------------------------- | -------------------- | -------------------- | -------------------- | ------------- | --- |
| Konsztantínosz Karamanlísz (1907–1998)      |                      | 1974. július 24.     | 1974. november 21.   | Új Demokrácia | Három egymást követő terminus. Az 1974. december 13-i népszavazás eltörölte a monarchiát és kikiáltotta a köztársaságot. Elfogadták Görögország új alkotmányát.                                                           |
| Konsztantínosz Karamanlísz (1907–1998)      | 1974. november 21.   | 1977. november 28.   |                      | Új Demokrácia | Három egymást követő terminus. Az 1974. december 13-i népszavazás eltörölte a monarchiát és kikiáltotta a köztársaságot. Elfogadták Görögország új alkotmányát.                                                           |
| Konsztantínosz Karamanlísz (1907–1998)      | 1977. november 28.   | 1980. május 10.      |                      | Új Demokrácia | Három egymást követő terminus. Az 1974. december 13-i népszavazás eltörölte a monarchiát és kikiáltotta a köztársaságot. Elfogadták Görögország új alkotmányát.                                                           |
| Jeórjiosz Rállisz (1918–2006)               |                      | 1980. május 10.      | 1981. október 21.    | Új Demokrácia | Karamanlísz utódja, aki lemondott, hogy elnök lehessen. |
| Andréasz Papandréu (1919–1996)              |                      | 1981. október 21.    | 1985. június 5.      | PASZOK        | Két periódus. Az 1986-os alkotmánymódosítás csökkentette az elnök hatalmát. |
| Andréasz Papandréu (1919–1996)              | 1985. június 5.      | 1989. július 2.      |                      | PASZOK        | Két periódus. Az 1986-os alkotmánymódosítás csökkentette az elnök hatalmát. |
| Cannísz Cannetákisz (1927–2010)             |                      | 1989. július 2.      | 1989. október 12.    | Új Demokrácia | Koalíciós kormány a Szinaszpiszmosz párttal együtt. |
| Joánnisz Grívasz Ιωάννης Γρίβας (1923–2016) |                      | 1989. október 12.    | 1989. november 23.   | független     | A görög Ítélőtábla elnöke. Ügyvezető kormányfő. |
| Xenofón Zolótasz (1904–2004)                |                      | 1989. november 23.   | 1990. április 11.    | független     | A Bank of Greece volt kormányzója. Nemzeti egységkormány vezetője. |
| Konsztandínosz Micotákisz (1918–2017)       |                      | 1990. április 11.    | 1993. október 13.    | Új Demokrácia | Névvita Macedóniával elkezdődik. Lemondott a parlamenti többség elvesztése miatt. |
| Andréasz Papandréu (1919–1996)              |                      | 1993. október 13.    | 1996. január 22.     | PASZOK        | Egészségügyi okokból mondott, röviddel később meghalt. |
| Kosztasz Szimítisz (1936–2025)              |                      | 1996. január 22.     | 1996. szeptember 25. | PASZOK        | Pártja választotta a betegeskedő Papandréu helyére. Megnyerte az 1996-os választást, két terminust szolgált ki. 2001-ben módosult az alkotmány.                                                                           |
| Kosztasz Szimítisz (1936–2025)              | 1996. szeptember 25. | 2000. április 13.    |                      | PASZOK        | Pártja választotta a betegeskedő Papandréu helyére. Megnyerte az 1996-os választást, két terminust szolgált ki. 2001-ben módosult az alkotmány.                                                                           |
| Kosztasz Szimítisz (1936–2025)              | 2000. április 13.    | 2004. március 10.    |                      | PASZOK        | Pártja választotta a betegeskedő Papandréu helyére. Megnyerte az 1996-os választást, két terminust szolgált ki. 2001-ben módosult az alkotmány.                                                                           |
| Kosztasz Karamanlísz (1956–)                |                      | 2004. március 10.    | 2007. szeptember 17. | Új Demokrácia | Két terminus. 2008-as alkotmánymódosítás. 2004-es athéni olimpia. |
| Kosztasz Karamanlísz (1956–)                | 2007. szeptember 17. | 2009. október 6.     |                      | Új Demokrácia | Két terminus. 2008-as alkotmánymódosítás. 2004-es athéni olimpia. |
| George Papandréu (1952–)                    |                      | 2009. október 6.     | 2011. november 11.   | PASZOK        | 2010–2012-es adóssági válság. Lemondott. |
| Lukász Papadímosz (1947–)                   |                      | 2011. november 11.   | 2012. május 16.      | független     | Nemzeti Egységkormány az adósságválság megfékezésére. |
| Panajótisz Pikramménosz (1945–)             |                      | 2012. május 16.      | 2012. június 20.     | független     | A görög Államtanács elnöke. Ügyvezető kormányfő a 2012-es választást követő kormányalkotási fiaskó után. |
| Antónisz Szamarász (1951–)                  |                      | 2012. június 20.     | 2015. január 26.     | Új Demokrácia | |
| Aléxisz Cíprasz (1974–)                     |                      | 2015. január 26.     | 2015. augusztus 27.  | Sziriza       | Megszorítás ellenes platformon választották meg. Bejelentette a görög segélycsomaggal kapcsolatos népszavazást. Aláírta a harmadik segélymegállapodást. Lemondott a Sziriza-képviselők egyezményt ellenző lázadása miatt. |
| Vaszilikí Thánu-Hrisztofílu (1950–)         |                      | 2015. augusztus 27.  | 2015. szeptember 21. | független     | A görög Ítélőtábla elnöke. Ügyvezető kormányfő. Görögország első női miniszterelnöke. |
| Aléxisz Cíprasz (1974–)                     |                      | 2015. szeptember 21. | 2019. július 8.      | Sziriza       | Lemondása után újraválasztották. A Parlament jóváhagyta az 50 bónusz hely megszüntetését, leszállította a választói korhatárt 17 évre.                                                                                    |
| Kiriákosz Micotákisz (1968–)                |                      | 2019. július 8.      | 2023. május 25.      | Új Demokrácia | |
| Joánnisz Szarmász (1957–)                   |                      | 2023. május 25.      | 2023. június 26.     | független     | A görög Számvevőszék elnöke. Ügyvezető kormányfő. |
| Kiriákosz Micotákisz (1968–)                |                      | 2023. június 26.     | Hivatalban           | Új Demokrácia | |